# ВК Сливнишки герой (Сливница)
ВК Сливнишки герой (Сливница) е волейболен клуб от град Сливница, създаден през 2015 година с президент на клуба е бившият волейболист и национален треньор на България Мартин Стоев. Участник в елитната волейболна Ефбет Суперлига на България.

## Шампион на висшата лига и влизане в Суперлигата
През Сезон 2020/2021 отбора се състезава във Висшата волейболна лига на България Зона А, след като през Сезон 2016/2017 печели Зоналната група Северозапад, което му дава право за участие в по-горна група. Треньор на отбора е Мартин Стоев, а капитан Ерик Стоев.
През Сезон 2020/2021 година става шампион на Висшата лига Група А. В плейофите за влизане в Суперлигата на България побеждава тимът на ВК Родопа (Смолян) и ВК Черноморец (Бяла) с по 2 – 0. Във финала който трябва да излъчи Шампион на Висшата волейболна лига, в столичната зала „Христо Ботев“ тимът на Мартин Стоев побеждава Дея Волей (Бургас) с 3 – 2, ставайки Шампион. Отборът е награден от шефа на волейболната федерация Любомир Ганев. Така ВКСГ влиза в Суперлигата за Сезон 2021/2022.

## Състав за Сезон 2021/2022
Спортно-технически щаб:
- Мартин Стоев – старши треньор
- Александър Петков – асисетент треньор

Разпределители:
- Стоил Палев
- Валери Тодоров

Посрещачи:
- Ерик Стоев (капитан)
- Методи Ананиев
- Теодор Манчев
- Емил Илиев

Централни блокировачи:
- Георги Левенов
- Иван Тасев
- Павел Душков

Диагонали:
- Костадин Стойков
- Мариян Наков

Либеро:
- Борис Димов
- Георги Митов